# Prison Break
Prison Break var en amerikansk TV-serie som sändes mellan 29 augusti 2005 och 30 maj 2017 i den amerikanska kanalen FOX. Serien kretsade kring Lincoln Burrows (Dominic Purcell), som dömts till döden för ett mord han inte begått. Hans bror Michael Scofield (Wentworth Miller) planerar i detalj hur han ska rädda sin bror och rånar en bank med avsikt att hamna i samma fängelse som sin bror. Räddningen visar sig dock, när han tvingas beblanda sig med några av fängelsets farligaste män, bli svårare och mer komplicerad än vad han tidigare trott.

## Sändning
Ursprungligen var enbart tretton avsnitt beställda, och serien var tänkt att avslutas i november 2005. Då serien redan från start nådde höga tittarsiffror beslöt dock FOX tidigt att beställa ytterligare avsnitt, och mellan mars och maj 2006 sändes vad som kom att bli den första säsongens avslutande nio episoder. I augusti samma år inleddes seriens andra säsong. Serien hade Sverigepremiär den 2 januari 2006 i TV3. Säsong 4 av serien hade Sverigepremiär den 20 oktober 2008 på TV3.

## Produktion
Serien skapades och produceras av Paul Scheuring. Säsong ett är inspelad i staten Illinois i USA: dels i staden Chicago och dels i det autentiska fängelset Joliet Correctional Center. Säsong två spelades in i och kring Dallas, Texas. Till fjärde säsongen valde man att placera inspelningarna i Los Angeles och i delstaten Florida. Den femte och avslutande säsongen 

## Handling

### Första säsongen
Serien handlar om Michael Scofield som är i en minst sagt desperat situation. Han dyker för första gången upp i seriens pilot-avsnitt som en man som går in på en bank och rånar den, för att sändas till det fängelse där hans äldre bror, Lincoln Burrows (Dominic Purcell) sitter felaktigt dömd till döden. Michael tatuerar fängelsets ritningar på kroppen och rånar en bank för att komma in i på samma fängelse. Planerna går som de ska och i fängelset träffar Michael mördaren T-bag (Robert Knepper) och maffiagangstern John Abruzzi (Peter Stormare) med flera.
I fängelset utsätts han för nya prövningar varje dag samtidigt som Lincolns advokat och före detta flickvän letar efter nya bevis som kan fria honom. Hon möter dock tufft motstånd från högre makter och alla tycks ha ett finger med i spelet. Det blir inte bara problem i fängelset, utan omfattningen av hela affären inleder en stor politisk konflikt.

### Andra säsongen
I andra säsongen följs Michael och de övriga fångarnas liv på rymmen. En ny karaktär är FBI-agenten Alexander Mahone som fått uppdraget att spåra upp och tillfångata de åtta rymmarna. I varje avsnitt uppmärksammas varje fånge så att man inte bara får följa de två huvudpersonerna Michael och Lincoln. Samtidigt under flykten försöker Michael och Lincoln avslöja dem som satte dit Lincoln för mordet som han inte har begått.

### Tredje säsongen
Sedan Sara dödat FBI-agenten Bill Kim har Michael tagit på sig skulden och hamnat i fängelset Sona. Sona styrs inte av vakter utan inne i fängelset är det fången Lechero som styr. Lincoln försöker att flytta Michael fast "The Company" ("Firman") ligger bakom allt och tvingar Michael att rymma med en fånge som de vill ha händerna på. Sara och LJ kidnappas och Michael har bara en vecka på sig att bryta sig ur fängelset, annars dör både LJ och Sara.

### Fjärde säsongen
Scofield, Burrows, Sucre, Tancredi, Mahone och Bellick får alla erbjudandet att jobba åt en Homeland Security-agent som vill störta The Company. Om de hjälper honom kommer de bli fria från alla anklagelser. Alla går med på det och det visar sig att de måste stjäla ett hemligt kort som heter Scylla. I det kortet finns all information om The Company och namnet på alla deras agenter. Sona har brunnit ner och T-Bag är ute efter hämnd på Scofield och reser till San Diego för att leta upp honom. Till slut måste alla samarbeta för att kunna bli fria.
Säsong 4 skulle ha innehållit 22 episoder totalt, men man valde att lägga till två episoder var tänkta att avsluta serien. De kom att kallas "The Final Break" och släpptes bara på DVD.

### Femte säsongen
Fox beslöt att låta Prison Break återuppstå med en uppföljare till serien i 9 avsnitt som sändes under 2017 i Amerika. Lincoln och Sarah återsamlas eftersom de har upptäckt att Michael lever och sitter i fängelse i Yemen. De planerar flykten från fängelset med sina vänner.

## Övrigt
Serien nominerades 2006 till två Golden Globes; en till Wentworth Miller för bästa skådespelare i en tv-serie, och en till själva serien som bästa tv-serie. Serien vann dock inte någon av nomineringarna.
När Sarah Wayne Callies lämnar sin rollkaraktär Dr. Sara Tancredi och slutar i Prison Break blev det protester från tittarna. De tyckte så mycket om hennes karaktär att när det ryktades om att hon skulle lämna serien, skapade fansen en organiserad namninsamling för att få henne att stanna. Under arbetet med säsong 3 beslutade de att döda hennes karaktär genom halshuggning. Detta fick miljontals fans att protestera och skicka arga brev till Fox och manusförfattarna. Den 28 mars gick Matt Olmstead ut med att Sarah Wayne Callies skulle återvända med huvud och allt för den 4:e och troligen sista säsongen. Han påstod att det var deras plan från början att Sara Tancredi skulle återvända och kämpa med Michael mot "The Company".
Efter den fjärde säsongen lades serien ner, men eftersom den var så populär beslöt Fox att en fortsättning skulle produceras under 2016.
Serien är en av de mest populära serierna som har visats i USA. Många fans har till och med gått så långt att de brutit sig in i fängelset Joliet Correctional center som i serien kallades för Fox river. Fängelset är stängt för allmänheten ända sedan de sista filmningarna av säsong 1 gjordes. Flera fans har åtalats för inbrott och i vissa fall även fått böter. På grund av detta är numera fängelset bevakat då även en hel del skadegörelse har skett inuti fängelset. Trots detta så har polisen i Illinois inga planer på att riva fängelset eftersom det anses vara ett historiskt kulturarv på grund av att det är så pass gammalt.

## Medverkande

### Huvudroller
| Skådespelare        | Karaktär                   | Säsong            |
| ------------------- | -------------------------- | ----------------- |
| Wentworth Miller    | Michael Scofield           | (säsong 1-5)      |
| Dominic Purcell     | Lincoln Burrows            | (säsong 1-5)      |
| Robin Tunney        | Veronica Donovan           | (säsong 1)        |
| Marshall Allman     | Lincoln "L.J." Burrows Jr  | (säsong 1-4)      |
| Amaury Nolasco      | Fernando Sucre             | (säsong 1-5)      |
| Robert Knepper      | Theodore "T-Bag" Bagwell   | (säsong 1-5)      |
| Peter Stormare      | John Abruzzi               | (säsong 1-2)      |
| Rockmond Dunbar     | Benjamin "C-Note" Franklin | (säsong 1-2, 4-5) |
| Wade Williams       | Brad Bellick               | (säsong 1-4)      |
| Sarah Wayne Callies | Sara Tancredi              | (säsong 1-5)      |
| Paul Adelstein      | Paul Kellerman             | (säsong 1-2, 4-5) |
| William Fichtner    | Alexander Mahone           | (säsong 2-4)      |
| Robert Wisdom       | Lechero                    | (säsong 3)        |
| Chris Vance         | James Whistler             | (säsong 3-4)      |
| Jodi Lyn O'Keefe    | Gretchen Morgan            | (säsong 3-4)      |
| Danay García        | Sofia Lugo                 | (säsong 3-4)      |
| Michael Rapaport    | Don Self                   | (säsong 4)        |

## DVD
| Säsong          | Avsnitt | TV-premiär i USA               | Releasedatum Region 1 | Releasedatum Region 2 | Releasedatum Sverige |
| --------------- | ------- | ------------------------------ | --------------------- | --------------------- | -------------------- |
| Säsong 1        | 22      | 29 augusti 2005                | 8 augusti 2006        | 18 september 2006     | 18 oktober 2006      |
| Säsong 2        | 22      | 21 augusti 2006                | 4 september 2007      | 20 augusti 2007       | 29 augusti 2007      |
| Säsong 3        | 13      | 17 september 2007              | 12 augusti 2008       | 19 maj 2008           | 24 september 2008    |
| Säsong 4        | 22      | 1 september 2008/14 april 2009 | 2 juni 2009           | 6 juli 2009           | 30 september 2009    |
| The Final Break | 2       | DVD                            | 21 juli 2009          | ? 2009                | 30 september 2009    |
| Säsong 5        | 9       | 4 april 2017                   | ?                     | ?                     | ?                    |